# قلعة دز دو (قيلاب)
قلعة دز دو (بالفارسية: قلعه‌دز دو) هي قرية تقع في قسم قيلاب الريفي، بمقاطعة أنديمشك التابعة لمحافظة خوزستان، إيران. يقدّر عدد سكانها بـ 23 نسمة من أربع عائلات حسب الإحصاء السكاني الذي تمّ في عام 2006.